# 阿鲁巴国徽
阿鲁巴的国徽最初在荷兰王国首都阿姆斯特丹创制。该国徽的设计是由荷兰阿姆斯特丹的“纹章学艺术工作室”完成的，于1955年11月15日开始使用，成为阿鲁巴的国家象征。

## 构成
阿鲁巴国徽由七个主要部分构成：
- 最上方的狮子饰章代表着权力和崇高的理想。
- 中央的白色十字架象征着虔诚和信仰，将盾形徽章分为以下四个部分：
  - 在盾形徽章的第一部分（左上方）中的是一株芦荟，它是阿鲁巴岛最重要的出口商品和财富来源。
  - 在盾形徽章的第二部分（右上方）中的是海中的一座山峰，它是阿鲁巴岛海拔第二高峰——霍伊贝尔赫峰，也是阿鲁巴最容易识别的地标，象征着阿鲁巴是四面环海（加勒比海）的岛屿国家。
  - 在盾形徽章的第三部分（左下方）中描绘了两只握在一起的手，象征着阿鲁巴和世界其他国家和地区的良好关系，表示阿鲁巴愿意与各国政府和人民友好交往，无论是在政治层面还是经济层面。
  - 在盾形徽章的第四部分（右下方）中的是一个齿轮，象征着阿鲁巴的工业，工业是阿鲁巴前进发展的主要动力。
- 在盾形徽章的下部是一对月桂枝条，传统上是和平和友谊的象征。